# Dendrobium moorei
Dendrobium moorei F. Muell., 1869 è una pianta della famiglia delle Orchidacee, endemica dell'isola di Lord Howe.

## Descrizione
È una orchidea epifita o litofita di piccole dimensioni, con fusti ispessiti, angolati e solcati, recanti da 2 a 6 foglie apicali, coriacee, di forma lanceolata. L'infiorescenza è un racemo che aggetta dai nodi apicali del fusto, lungo mediamente 15 centimetri, portante numerosi fiori cerosi, grandi circa 2 centimetri, intensamente profumati.

## Distribuzione e habitat
D. moorei è endemica dell'isola di Lord Howe, una piccola isola dell'oceano Pacifico, situata tra l'Australia e la Nuova Zelanda.